# 摂理 (神学)

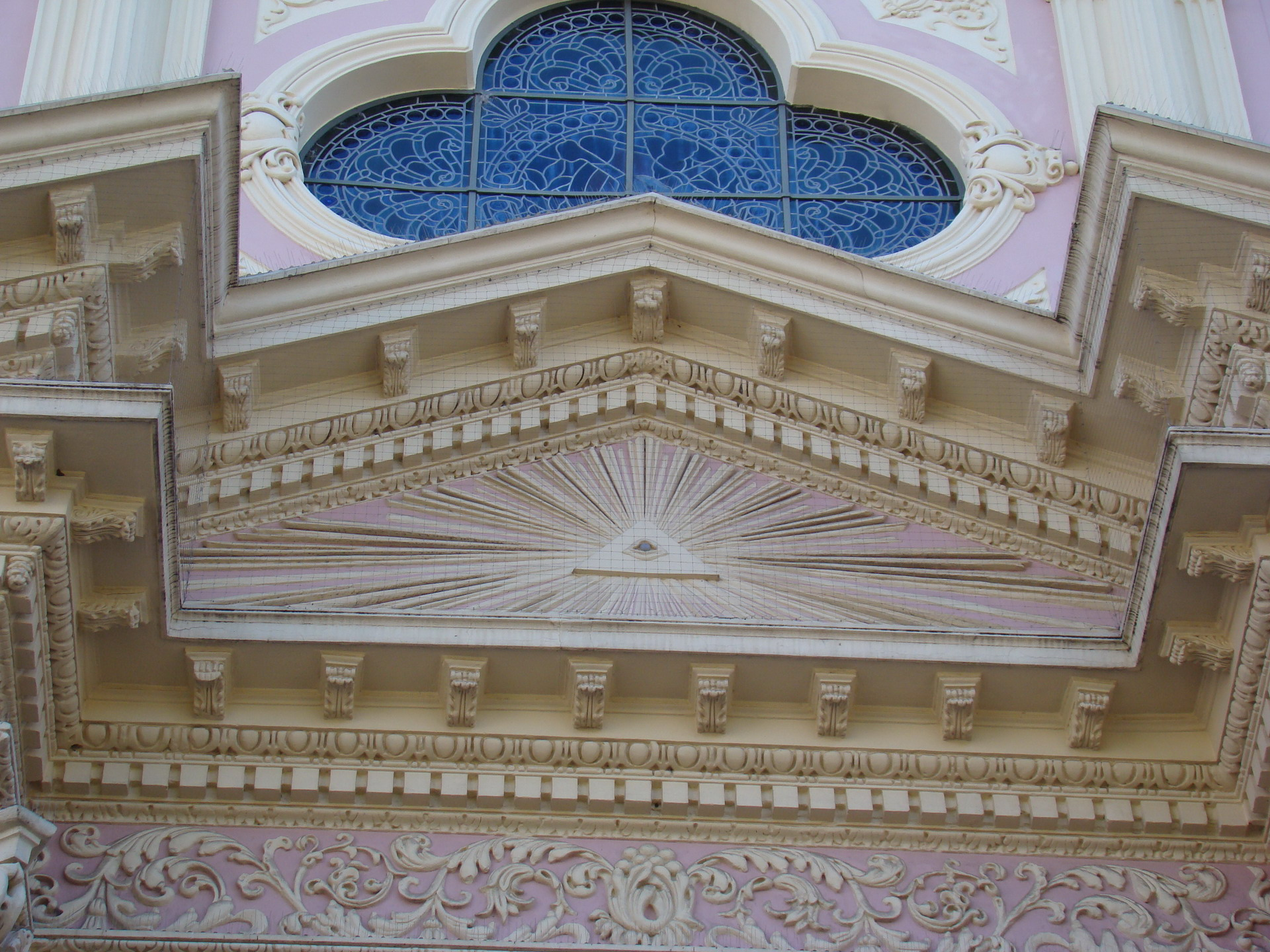
プロビデンスの目

摂理（せつり、希: πρόνοια、羅: providentia、英: Providence）とは、創造主である神による被創造物への計画・配慮である。神意（しんい）、神慮（しんりょ）等とも。

## 語源
「摂理」は、古代ギリシア語では"πρόνοια" (pronoia)、ラテン語では"providentia"、英語では"providence"（プロヴィデンス）に当たる。ラテン語の"providentia"は動詞の"providere"から来ており、pro（前を） + videre（見る）、すなわち「予見」を意味する。
キリスト教での「摂理」は、「（神ならではの）予見とそれに伴う配慮」という意味で用いられ、英語であれば、"Providence"と通常、語頭が大文字にされる。

## 古代ギリシア・ローマにおける「摂理」
「人智の及ばない（人間の理知を超えた）神意・神慮・神の理法」としての摂理の観念は、古代ギリシアにおいては、ギリシア神話以来の古い歴史を持ち、ギリシア哲学においても、ソクラテス、プラトン、アリストテレス、ストア派などによって説かれ、ヘレニズム時代や、古代ローマ以降の後世にも大きな影響を与えた。
ストア派哲学を学んだ第16代ローマ皇帝マルクス・アウレリウス・アントニヌスは、その著書『自省録』において「神の御業は摂理に満ちている」と述べている。また、新プラトン主義の代表的哲学者であるギリシアのプロクロスには『摂理、運命と自由について』や『摂理をめぐる十のアポリアについて』等の著作がある。

## キリスト教における「摂理」
キリスト教においては、「摂理」は人生の出来事や、人間の歴史は、神の深い配慮によって起きているということで、聖書に基づいたキリスト教の人生観を言い表している（ローマの信徒への手紙8:28を参照）。ヒンドゥー教・仏教の「因果・業・カルマ」、また、イスラム教の「運命・アッラーの意志」と比較することによって、その概念の特徴を浮き立たせることができる。「神の摂理」（英語: Divine Providence)、あるいは単に「摂理」（英語: Providence)という形で用いられる。
この摂理（Providence）という考えは「カルヴァン主義」として知られる、ジャン・カルヴァン(1509年-1564年)の考え方に見られる。
カルヴァン主義では、人間の堕落ぶりと、神の偉大さが指摘された。
カルヴァンによれば、神が創った世界と人間は、神の意思や摂理（Providence）によって導かれている。神が人間に自由意志を与え、人間は個別に判断することが可能になったものの、我々人間の認識能力の不足や、(悪魔が作り出す)様々な幻覚によって惑わされ、神がもともと我々のために定めておいた計画を、人間は放棄してしまっているのだ、とされる。
この考え方では、摂理（Providence）は「(神の)予定」(predestination)と結びついている(「予定説」も参照のこと)。カルヴァンの「摂理」の理解は、イスラム教の「運命」の概念に近く、カルヴァンよりも、神の愛の支配と人間の意志との関わり合いを柔軟に捉えるウエスレアン・アルミニアン主義から批判を受けている。
人生の諸事、また、世界の歴史の背後にある神の摂理、また、それと関わっている神の意志（聖旨・みこころ）について考える時、以下の二つを区別することが、その理解のために大切である。すなわち、
- 第一に「神の積極的な意志」（A Positive Will Of God）：神の積極的な意志とは、神が心から望み、願っておられることどもで、聖書に命じられていることによって、また、聖書の事例から推論することによって、それを知ることができる。
- 第二には「神の消極的な意志」（A Permissive Will Of God）：災害や悪など、神のみこころを外れては何事も起こりえないが、神が積極的にそれを望まないで、人の罪ゆえにやむを得ず、それが起こることを許容していることどもの範疇。
- いずれにしても、神は全知・全能であるので、その聖旨（みこころ、Will）は、完全であり、常に、愛と善意とによって特徴づけられている（The Perfect Will Of God）。

摂理という考え方は、カルヴァンの後も、例えばピューリタンによって用いられている。現代でも多くのプロテスタントの教派によってそれは継承されている。例えば、バプテスト教会や長老派教会などである。
キリスト教のエヴァンゲリストのなかには、聖書の中のいくつかの節の解釈を通して、現在のできごとを理解したり、将来起きるであろうことを予想しようとした者たちもいる。このようなエヴァンゲリスト流の聖書解釈の行為は、彼らにとっての神の完璧な言葉である聖書を理解することで「摂理」つまり神の計画を知ろうとする行為だったのだ、と見ることができる。
「摂理」という考え方は、1620年に（英国から米国へ移民したピルグリム・ファーザーズの以下のような表明にも見られる。
「道徳と信仰に反する奴隷状態」は神の摂理に反する。
また、神の摂理というのは、1764年にエマヌエル・スヴェーデンボリ(スウェーデンボルグ)が出版した著作の題名にもなっており(『神の摂理』Divine Providence)、スヴェーデンボリ流の摂理観、自由意志、予定説、などが描かれている。

### アウグスチヌスの思想
古代キリスト教の教父、神学者である、司教アウグスチヌスは、森羅万象を貫くその根本にある法則を神の「摂理」と呼んでいる。アウグスチヌスは、世界が神の「摂理」の下にあると信じつつも、ではなぜ世界に悲惨な事象が数多く起こり得るのかについて疑問を感じた。これらの不可解な多くの事象がどのように「摂理」という概念と結びつくのかをアウグスチヌスは探求し、その考察を『神国論』に記した。
歴史学者の近山金次によると、アウグスチヌスは、歴史を神の「摂理」において捉えようとした。アウグスチヌスは『神国論』の記述に当たっても、常に聖書に依拠し、絶えず神の助力を要望したという。アウグスチヌスは歴史哲学の創始者のように見られることが多いが、『神国論』は歴史哲学というより、歴史神学と言うべきであり、アウグスチヌスにとって、歴史は神の「摂理」、神学においてでしか確立し得ないといえる。
また、アウグスチヌスの歴史観は、神の「摂理」の中に歴史の意味を探求するものであり、その意味でヨーロッパの歴史はキリスト教思想抜きに語れないものであり、キリスト教思想の基盤であるキリストの啓示なくしては理解しえないものとして、近山は論じている。

### スウェーデンボルグの思想
スウェーデンの科学者・神学者 スウェーデンボルグ（エマヌエル・スヴェーデンボリ）は、「摂理」を「人間の改良、再生、そこから生まれてくる救いにかかわる神の秩序の法則」と定義し、神はその法則に反しては働かれることはないと論じた。スウェーデンボルグは、神の「摂理」は専ら人間の救いのために働いており、その働きは人間に関わりをもった個々のあらゆる事柄において永遠に至るまで続くとしている。
ゆえに、神の「摂理」を理解するためには、神が人間の救いのために天界のみでなく地をも創造されたことをまず理解すべきだとした。

### バルト神学における摂理
神学者カール・バルトによれば、神の摂理とは、神によって創造された人間の歴史（Geschichte）が問題の中心となる。即ち、造られた人間の生涯における神の全能、神の支配する知恵、慈愛、保持が問題となるのであるとされる。摂理という言葉は、創世記22:14の「アドナイ・エレ」（神みずから備えてくださる）に由来する。
また創造においては創造者と被造物の間の関係の基礎づけと始まりが問題となり、摂理においてはその関係の持続と歴史が問題となる。創造の行為は、一つの特定の最初の時間において出来事となって起こる。他方、摂理の時間は「その終わりにいたるまでの自余の時間全体である」とバルトは創造と摂理の関係について説明している。

### 日本における思想

#### 大木英夫
神学者 大木英夫は、「摂理」を「偶然性」との関係から論じた。
大木は、九鬼周造ら哲学者が、キリスト教における「摂理」を一種の決定論・必然論と見なし、「偶然性」は存在しないと考えていたことに対し、九鬼ら哲学者が「摂理」の教理自体を誤解していると批判している。大木は、キリスト教においては、「偶然性」をただ観察するのではなく、「偶然性」にある根底に目を向けようとし、「偶然性」の真相を突きつめると、結局、「摂理」の問題に突き当たると主張している。
その例として、宗教改革者カルヴァンが『キリスト教綱要』において、偶然的・奇跡的な出来事との関連で摂理を理解していることや、詩人のミルトンが初期の詩『コマウス』の中で「あの力（＝神の摂理）、それを人は誤って偶然と呼ぶ」と詠ったことを挙げている。

#### 山本和
日本基督教団の牧師で、関東学院大学及び玉川大学で教授であった山本和は、「摂理」（pro-videre;Providence;Vorsehung）の原意は神の「予め見ること」「予め配慮すること」、と説明している。
Pro-videreの語源は、創世記でアブラハムが息子イサクを神に捧げることを止められたとき、偶然発見した雄羊を代わりに捧げ、「神備え給わん」（Jahwe jireh）と言ったが、この句がラテン語の聖書では＜Deus providet＞と訳されたことに由来する。
すなわち、神が人間のために、その知恵と御心によって被造物の存在と持続のために必要なものを予見し、予め備え、配慮することが「摂理」であるとする。それはマタイによる福音書（6:26）でイエスが語った「空の鳥を見よ、播かず刈らず倉に収めず、されど汝らの天の父はこれを養いたまう、･･･まして汝らをや」という言葉からもうかがえる。人間は他の被造物以上に「予め配慮」されているというのである。
また、山本和は、創造に続いて起こる継続的な神の管理、歴史が「摂理」だと主張する。創造者と被造物の関係は、創造においては前者から後者への一方的な関係であるのに対し、創造後の摂理においては被造物が創造者の知と意と行為に参与する相互的な関係であるとしている。
すわなち、キリスト教においては、神の定めた絶対的な御心、創造以前からの救いに関する決定を「予定」とし、そこには人間の自由が参与し協力する余地はないとする。一方、「摂理」は人間の自由意志が介在し、人間が協力しうる領域における神の御心を指すものであるとする。

#### 芹沢光治良
神と魂の救済について深く探求した文豪 芹沢光治良は、自然科学的な法則を含めた神の配慮に満ちた道徳的な意思を「摂理」として捉えた。
キリスト教でいう「摂理」とは「一般的には、宇宙および歴史を一定の法則あるいは計画に従って支配すると考えられる神的原理のこと」といえるが、芹沢の「摂理」の概念はこれを含むものだった。
芹沢は、「文学はもの言わぬ神の意思に言葉を与えることだ」ととらえ、『神シリーズ』と呼ばれる神を題材にした作品を数多く世に残した。芹沢の「神」観には、キリスト教でいう「摂理」の概念が多分に影響している。